# Ада бразильський
А́да бразильський (Knipolegus franciscanus) — вид горобцеподібних птахів родини тиранових (Tyrannidae). Ендемік Бразилії. Раніше вважався підвидом білокрилого ади, однак за результатами молекулярно-генетичних досліджень був визнаний окремим видом.

## Опис
Довжина птаха становить 16 см. Самець має повністю чорне, блискуче забарвлення, внутрішні частини крил частково білі, дзьоб сірий. Верхня частина тіла самиці коричнева, нижня частина тіла кремова. І у самців, і у самиць очі червоні.

## Поширення і екологія
Бразильські ади поширені на сході центральної Бразилії, в долині річки Сан-Франсиску. Вони живуть в сухих і вологих тропічних лісах і чагарникових заростях, на висоті до 500 м над рівнем моря.